# Hapalocystis berkeleyi
Hapalocystis berkeleyi är en svampart som beskrevs av Auersw. ex Fuckel 1863. Hapalocystis berkeleyi ingår i släktet Hapalocystis och familjen Sydowiellaceae.   Inga underarter finns listade i Catalogue of Life.